# Kammlach

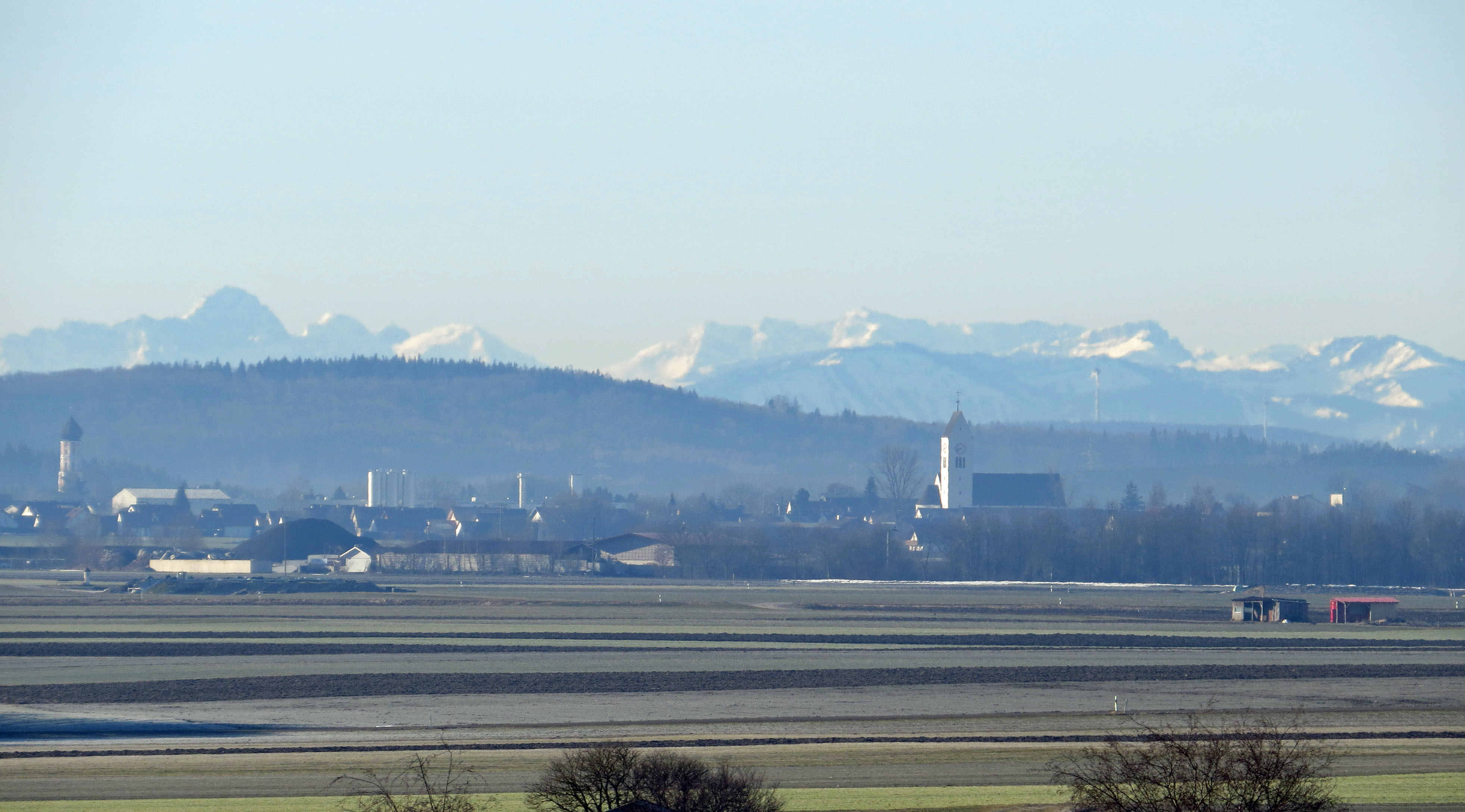
Kammlach von Norden

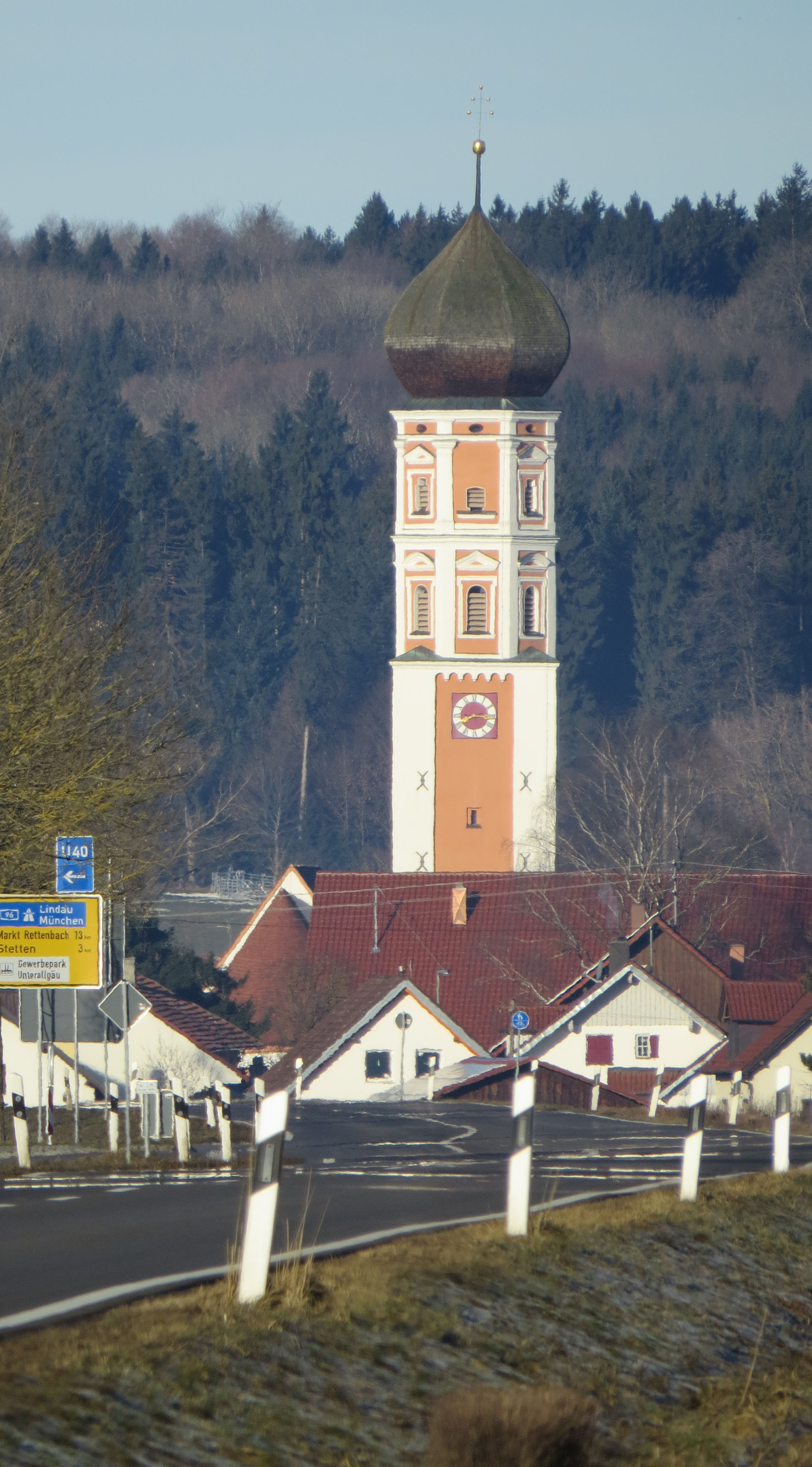
Oberkammlach von Osten

Kammlach ist eine Gemeinde im schwäbischen Landkreis Unterallgäu. Sitz der Gemeindeverwaltung ist Oberkammlach.

## Geografie

### Lage
Kammlach liegt circa 25 Kilometer östlich von Memmingen in der Region Donau-Iller in Mittelschwaben.

### Gemeindegliederung
Das Gemeindegebiet besteht aus den Gemarkungen Oberkammlach und Unterkammlach.
Es gibt 10 Gemeindeteile (in Klammern ist der Siedlungstyp angegeben):
- Auf der Dürren (Einöde)
- Eichelgarten (Einöde)
- Höllberg (Dorf)
- Kirchstetten (Dorf)
- Oberkammlach (Pfarrdorf)
- Rufen (Dorf)
- Sankt Johann (Weiler)
- Sankt Sebastian (Einöde)
- Unterkammlach (Pfarrdorf)
- Wideregg (Weiler)

Es gibt keinen Ort namens Kammlach in der Gemeinde.

## Geschichte

### Bis zur Gemeindegründung
Die erste urkundliche Erwähnung Kammlachs erfolgte im Jahre 1167 durch die Reliquienschenkung des Abtes Isingrim von Ottobeuren. 1363 wurde erstmals in Ober- und Unterkammlach unterschieden. Ab 1611 werden dann für beide Ortsteile auch eigene Amtmänner erwähnt.
Oberkammlach war vor 1800 Sitz eines Oberen und Unteren Gerichts und gehörte zur Herrschaft Mindelheim des Kurfürstentums Bayern. Die Herrschaft Mindelheim war seit dem Frieden von Rastatt 1714 eine kurbayerische Besitzung.
Eine besondere Stellung in der Weltgeschichte nimmt Kammlach durch die Schlacht von Kammlach am 13. August 1796 ein. Im Jahr 1818 entstanden durch das zweite Gemeindeedikt die politischen Gemeinden Oberkammlach und Unterkammlach.
Kirchlich gehörten die Ortsteile über Jahrhunderte zur Pfarrei Oberkammlach. In der Nachkriegszeit stieg durch die Aufnahme der Flüchtlinge die Einwohnerzahl stark an. So kam es, dass in Unterkammlach 1952 eine neue Kirche errichtet wurde und 1961 die Pfarrei Unterkammlach selbständig wurde. 

### Flugzeugabsturz
Am 1. Februar 1973 stürzte ein Jagdbomber der Luftwaffe vom Typ F-104 Starfighter nahe Unterkammlach ab. Der Pilot Oberstleutnant Johannes Schiller vom Jagdbombergeschwader 34 konnte zuletzt einen Absturz im Ort verhindern, konnte sich vor dem Absturz aber selbst nicht mehr retten und verstarb.

### Eingemeindungen
Im Zuge der Gebietsreform in Bayern wurden am 1. Mai 1978 die Gemeinden Oberkammlach und Unterkammlach zur neuen Gemeinde Kammlach zusammengeschlossen.

### Einwohnerentwicklung
| Jahr      | 1961 | 1970 | 1987 | 1991 | 1995 | 2000 | 2005 | 2010 | 2015 | 2020 |
| Einwohner | 1429 | 1459 | 1483 | 1573 | 1699 | 1748 | 1820 | 1773 | 1801 | 1865 |

Zwischen 1988 und 2018 wuchs die Gemeinde von 1480 auf 1820 um 340 Einwohner bzw. um 23 %.

## Politik

### Bürgermeisterin
Seit 1. Mai 2020 ist Birgit Steudter-Adl Amini Erste Bürgermeisterin; in der Amtszeit 2014 bis 2020 war sie bereits zweite Bürgermeisterin. Ihr Vorgänger war Josef Steidele (Wählergemeinschaft), im Amt von 2008 bis 2020; er kandidierte nicht mehr.

### Gemeinderat
Bei der Kommunalwahl am 15. März 2020 erreichten Freie Wählergemeinschaft Oberkammlach und Wählergemeinschaft Unterkammlach jeweils sechs Sitze. Gegenüber 2014 hat die Wählergemeinschaft Unterkammlach einen Sitz (zulasten Oberkammlach) dazu gewonnen.

### Wappen
| Wappen Gemeinde Kammlach | Blasonierung: „In Gold ein schwarzer Rosskamm mit dem Griff nach unten, dem ein blauer Wellenbalken unterlegt ist.“ |
| Wappen Gemeinde Kammlach | Wappenbegründung: In der benachbarten Gemeindeflur Erisried entspringt das mittelschwäbische Flüsschen Kammel (blauer Wellenbalken). Die Geschichte der Gemeinde wird im Wappen dokumentiert durch das Abzeichen der Herrn von Kammlach (Rosskamm), die aus dem Kammlacher Gebiet stammen und später in Schongau und Kaufbeuren ansässig waren. Durch die Farben Schwarz - Gold wird auf die Herrn von Frundsberg als Inhaber der Herrschaft Mindelheim hingewiesen. Durch eine Gemeindegebietsreform entstand die heutige Gemeinde Kammlach aus den ehemaligen Gemeinden Oberkammlach und Unterkammlach. Die neue Gemeinde übernahm das 1965 genehmigte Gemeindewappen von Oberkammlach. Das Wappen wurde vom Heraldiker Rudolf Mussgnug aus Nördlingen gestaltet. Das Wappen wurde am 23. Juli 1979 durch Bescheid der Regierung von Schwaben genehmigt. |

### Flagge
Die Flagge ist schwarz-gelb-blau gestreift mit aufgelegtem Gemeindewappen.

## Verwaltung
Die Gemeinde ist ein Mitglied der Verwaltungsgemeinschaft Erkheim.

## Baudenkmäler

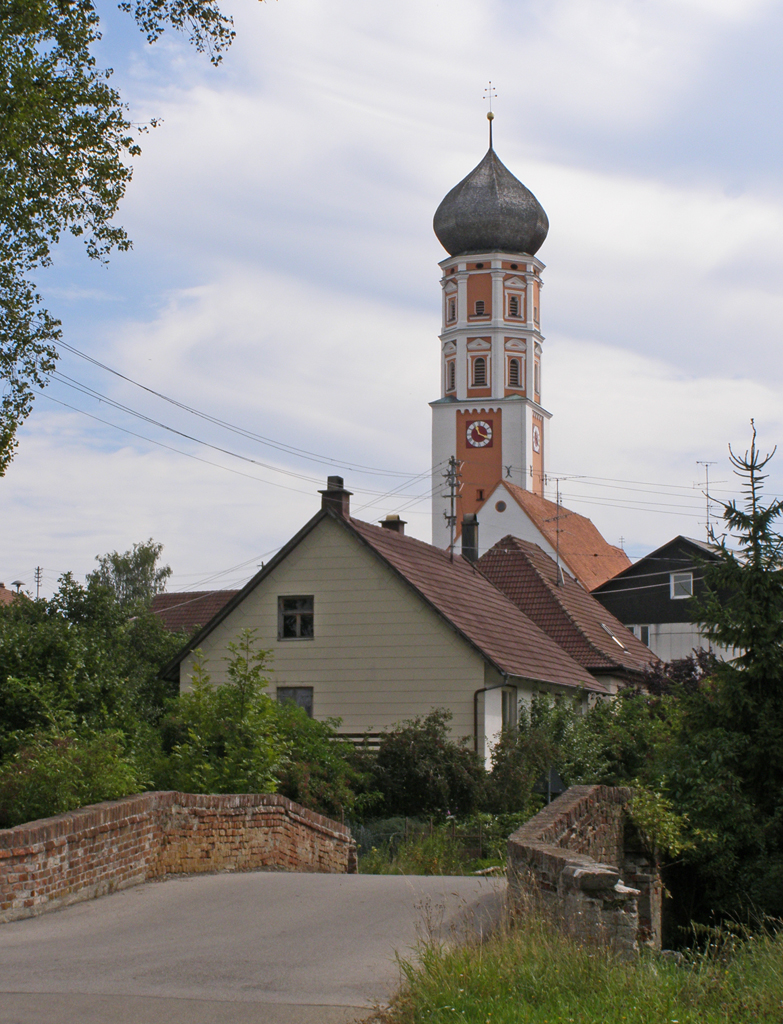
Kath. Kirche „Maria Himmelfahrt“ mit Reichsbrücke

## Wirtschaft und Infrastruktur

### Wirtschaft einschließlich Land- und Forstwirtschaft
Es gab im Jahr 2021 im produzierenden Gewerbe 175 sozialversicherungspflichtig Beschäftigte am Arbeitsort. In sonstigen Wirtschaftsbereichen waren am Arbeitsort 212 Personen sozialversicherungspflichtig beschäftigt. Sozialversicherungspflichtig Beschäftigte am Wohnort gab es 834. Im verarbeitenden Gewerbe gab es einen Betrieb, im Bauhauptgewerbe zwei Betriebe. Zudem bestanden im Jahr 2020 35 landwirtschaftliche Betriebe mit einer landwirtschaftlich genutzten Fläche von 987 ha Dauergrünfläche.

### Bildung
Es gibt folgende Einrichtungen (Stand 2022):
- ein Kindergarten: 101 Kindergartenplätze mit 94 Kindern
- Grundschule Kammlach: mit sechs hauptamtlichen Lehrkräften und 102 Schülerinnen und Schülern

## Söhne und Töchter des Ortes
- Johann Baptist Homann (1664–1724), Kartograf